# マルクス・ヘイッキネン
マルクス・ヘイッキネン（Markus Heikkinen, 1978年10月13日）は、スウェーデン・セーデルマンランド県カトリーネホルム出身の元フィンランド代表サッカー選手。ポジションはCB、あるいは守備的なMF。

## 所属クラブ
- オウルン・パロセウラ 1996-1997
- トゥルン・パロセウラ 1997-1999
- ミリコスケン・パロ47 1999-2001
- HJKヘルシンキ 2001-2003

→ ポーツマスFC（ローン移籍）2003
- アバディーンFC 2003-2005
- ルートン・タウンFC 2005-2007
- SKラピード・ウィーン 2007-2013
- IKスタルト 2013
- HJKヘルシンキ 2014-2015
- ACオウル 2016-2018